# Home (canción de Three Days Grace)
«Home» —en español: «Hogar»— es el tercer sencillo de la banda canadiense de rock Three Days Grace de su álbum homónimo de 2003. La canción fue lanzada como sencillo en 2004 junto con el vídeo musical de la misma, que lleva más de 51 millones de vistas en Vevo.

## Contenido
"Home" fue el tercer sencillo lanzado por Three Days Grace y, a pesar de su éxito en la radio, no llegó tan alto como sus dos predecesores en las listas de música, alcanzando el puesto #90 en los Estados Unidos. Sin embargo, cuando se le preguntó cuál era su canción favorita de la banda, el cantante Adam Gontier respondió:
"[Home] es justo lo que necesitaba. Es una canción divertida para tocar en vivo también. Es difícil elegir una favorita, pero por toda la cantidad de energía que le damos en vivo, diría que es Home"

## Vídeo musical
El video promocional original se tomó como un montaje de la banda tocando en la gira acompañado de la canción, pero no consiguió el éxito esperado.
El segundo video, dirigido por Dean Karr, fue producido unos meses más tarde. Inicia con la banda en el vestíbulo de la entonces abandonada Lister Block en Hamilton (Ontario). El video muestra a una chica gótica caminando por todo el edificio como si estuviera atrapada allí y no pudiera encontrar una salida, mientras la banda toca en el vestíbulo. El vocalista Adam Gontier también aparece gritando en un teléfono local. La chica finalmente recoge un bate de béisbol de metal y comienza rompiendo ventanas y otras cosas alrededor del edificio. Con el tiempo llega al vestíbulo, donde la banda toca y destruye la lámpara de araña allí. La chica luego cae al suelo y se la ve sufriendo por no poder encontrar una salida.

## Posicionamiento en listas
| Lista (2004)                            | Mejor posición |
| --------------------------------------- | -------------- |
| Estados Unidos (Hot 100)                | 90             |
| Estados Unidos (Alternative Songs)      | 7              |
| Estados Unidos (Mainstream Rock Tracks) | 2              |

## Certificaciones
| País           | Organismo certificador | Certificación | Ventas certificadas | Ref.  |
| -------------- | ---------------------- | ------------- | ------------------- | ----- |
| Estados Unidos | RIAA                   | Oro           | 500 000             | [ 2 ] |

## Créditos y personal

### Miembros
- Adam Gontier: voz y guitarra
- Brad Walst: bajo y coros
- Neil Sanderson: batería y coros